# Sportverein Waldhof Mannheim 07 1985-1986
Questa voce raccoglie le informazioni riguardanti lo Sportverein Waldhof Mannheim 07 nelle competizioni ufficiali della stagione 1985-1986.

## Stagione
Nella stagione 1985-1986 il Mannheim, allenato da Klaus Schlappner, concluse il campionato di Bundesliga al 8º posto. In Coppa di Germania il Mannheim fu eliminato in semifinale dal Bayern Monaco.

## Rosa
| N. |                     | Ruolo | Calciatore          |
| -- | ------------------- | ----- | ------------------- |
|    | Germania (bandiera) | P     | Gregor Quasten      |
|    | Germania (bandiera) | P     | Uwe Zimmermann      |
|    | Germania (bandiera) | D     | Roland Dickgießer   |
|    | Germania (bandiera) | D     | Stefan Knapp        |
|    | Germania (bandiera) | D     | Jürgen Kohler       |
|    | Germania (bandiera) | D     | Ulf Quaisser        |
|    | Germania (bandiera) | D     | Volker Schlappner   |
|    | Germania (bandiera) | D     | Rainer Scholz       |
|    | Germania (bandiera) | D     | Günter Sebert       |
|    | Grecia (bandiera)   | D     | Dīmītrios Tsionanīs |
|    | Germania (bandiera) | D     | Uwe Wolf            |

| N. |                     | Ruolo | Calciatore         |
| -- | ------------------- | ----- | ------------------ |
|    | Germania (bandiera) | C     | Maurizio Gaudino   |
|    | Germania (bandiera) | C     | Werner Heck        |
|    | Germania (bandiera) | C     | Hans Hein          |
|    | Germania (bandiera) | C     | Dieter Schlindwein |
|    | Germania (bandiera) | C     | Alfred Schön       |
|    | Germania (bandiera) | A     | Karl-Heinz Bührer  |
|    | Germania (bandiera) | A     | Bernd Klotz        |
|    | Germania (bandiera) | A     | Thomas Remark      |
|    | Germania (bandiera) | A     | Helmut Rombach     |
|    | Ungheria (bandiera) | A     | József Török       |
|    | Germania (bandiera) | A     | Fritz Walter       |

## Organigramma societario
Area tecnica
- Allenatore: Klaus Schlappner
- Allenatore in seconda: Klaus Sinn
- Preparatore dei portieri:
- Preparatori atletici:

## Calciomercato

### Sessione estiva
| Acquisti | Acquisti      | Acquisti          | Acquisti |
| R.       | Nome          | da                | Modalità |
| -------- | ------------- | ----------------- | -------- |
| A        | Thomas Remark | Kickers Stoccarda |          |
| A        | József Török  | Zalaegerszeg      |          |

| Cessioni | Cessioni       | Cessioni    | Cessioni |
| R.       | Nome           | a           | Modalità |
| -------- | -------------- | ----------- | -------- |
| A        | Stefan Baumann | Sandhausen  |          |
| A        | Jürgen Makan   | Saarbrücken |          |

### Sessione invernale
| Acquisti | Acquisti | Acquisti | Acquisti |
| R.       | Nome     | da       | Modalità |
| -------- | -------- | -------- | -------- |

| Cessioni | Cessioni        | Cessioni        | Cessioni |
| R.       | Nome            | a               | Modalità |
| -------- | --------------- | --------------- | -------- |
| A        | Reiner Edelmann | SV Schwetzingen |          |

## Risultati

### Bundesliga

#### Girone di andata
| Arbitro: | Theobald |

|                                        |           |          |
| Holmqvist 28’ Keim 42’ Thiele 60’, 87’ | Marcatori | 4’ Klotz |

| Arbitro: | Wiesel |

|                      |           |  |
| Remark 46’ Klotz 70’ | Marcatori |  |

| Arbitro: | Bruch |

|                                      |           |           |
| Klotz 16’ Remark 37’, 70’ Bührer 64’ | Marcatori | 66’ Kuntz |

| Francoforte sul Meno 31 agosto 1985, ore 15:30 CEST 4ª giornata | Eintracht Francoforte | 0 – 0 referto | Waldhof Mannheim | Waldstadion (18 000 spett.)\| Arbitro: \| Weber \| |
| Arbitro:                                                        | Weber                 |               |                  |                                                    |

| Arbitro: | Kautschor |

|            |           |           |
| Kohler 67’ | Marcatori | 27’ Trunk |

| Dortmund 7 settembre 1985, ore 15:30 CEST 6ª giornata | Borussia Dortmund | 0 – 0 referto | Waldhof Mannheim | Westfalenstadion (13 500 spett.)\| Arbitro: \| Werner \| |
| Arbitro:                                              | Werner            |               |                  |                                                          |

| Arbitro: | Zimmermann |

|            |           |  |
| Walter 85’ | Marcatori |  |

| Arbitro: | Broska |

|                             |           |                      |
| Kutzop 23’ (rig.) Meier 72’ | Marcatori | 2’ Remark 89’ Walter |

| Arbitro: | Osmers |

|                            |           |                 |
| Remark 19’, 28’ Walter 89’ | Marcatori | 27’ Hochstätter |

| Arbitro: | Tritschler |

|                                  |           |           |
| Rummenigge 67’ Hartmann 72’, 89’ | Marcatori | 1’ Remark |

| Arbitro: | Pauly |

|                                            |           |                                                  |
| Gaudino 36’ Remark 51’, 56’, 64’ Schön 77’ | Marcatori | 2’ (rig.) Sigurvinsson 41’ Allgöwer 84’ Hartmann |

| Arbitro: | Horeis |

|                        |           |                 |
| Hartmann 42’, 60’, 88’ | Marcatori | 69’ Schlindwein |

| Arbitro: | Martino |

|                                                     |           |         |
| Remark 17’, 77’ Scholz 38’ Bührer 72’ Tsionanīs 81’ | Marcatori | 40’ Gue |

| Arbitro: | Zimmermann |

|                              |           |               |
| Remark 25’ (aut.) Jusufi 79’ | Marcatori | 43’ Tsionanīs |

| Arbitro: | Weber |

|  |           |              |
|  | Marcatori | 77’ Schröder |

| Arbitro: | Heitmann |

|  |           |            |
|  | Marcatori | 31’ Walter |

| Arbitro: | Wahmann |

|  |           |              |
|  | Marcatori | 33’ Eckstein |

#### Girone di ritorno
| Arbitro: | Werner |

|                 |           |               |
| Remark 65’, 73’ | Marcatori | 52’ Holmqvist |

| Arbitro: | Föckler |

|             |           |  |
| Klinger 73’ | Marcatori |  |

| Arbitro: | Roth |

|  |           |           |
|  | Marcatori | 39’ Klotz |

| Ludwigshafen am Rhein 1º febbraio 1986, ore 15:30 CET 21ª giornata | Waldhof Mannheim | 0 – 0 referto | Eintracht Francoforte | Südweststadion (10 000 spett.)\| Arbitro: \| Ahlenfelder \| |
| Arbitro:                                                           | Ahlenfelder      |               |                       |                                                             |

| Kaiserslautern 1º aprile 1986, ore 20:00 CEST 22ª giornata | Kaiserslautern | 0 – 0 referto | Waldhof Mannheim | Fritz-Walter-Stadion (24 000 spett.)\| Arbitro: \| Osmers \| |
| Arbitro:                                                   | Osmers         |               |                  |                                                              |

| Ludwigshafen am Rhein 25 febbraio 1986, ore 19:30 CET 23ª giornata | Waldhof Mannheim | 0 – 0 referto | Borussia Dortmund | Südweststadion (5 000 spett.)\| Arbitro: \| Matheis \| |
| Arbitro:                                                           | Matheis          |               |                   |                                                        |

| Arbitro: | Wiesel |

|                                 |           |            |
| Cha 6’ Schreier 28’, 56’ (rig.) | Marcatori | 10’ Walter |

| Arbitro: | Pauly |

|            |           |                 |
| Walter 26’ | Marcatori | 69’ Burgsmüller |

| Arbitro: | Gabor |

|                 |           |            |
| Hochstätter 45’ | Marcatori | 51’ Walter |

| Arbitro: | Horeis |

|  |           |                                            |
|  | Marcatori | 7’, 15’ Hoeneß 13’ Nachtweih 34’ Wohlfarth |

| Arbitro: | Brehm |

|                             |           |            |
| Allgöwer 21’, 62’ Pašić 32’ | Marcatori | 60’ Bührer |

| Arbitro: | Roth |

|                          |           |  |
| Walter 8’, 89’ Schön 56’ | Marcatori |  |

| Arbitro: | Kautschor |

|            |           |                   |
| Giesel 25’ | Marcatori | 50’ (rig.) Sebert |

| Arbitro: | Broska |

|             |           |  |
| Rombach 42’ | Marcatori |  |

| Arbitro: | Hontheim |

|                                 |           |  |
| Balzis 7’ Gründel 19’ Rolff 32’ | Marcatori |  |

| Arbitro: | Barnick |

|                   |           |               |
| Sebert 28’ (rig.) | Marcatori | 63’ Hönerbach |

| Arbitro: | Broska |

|                                   |           |  |
| Grahammer 42’ (rig.) Eckstein 62’ | Marcatori |  |

### Coppa di Germania
| Arbitro: | Birlenbach |

|  |           |                      |
|  | Marcatori | 43’, 60’, 61’ Bührer |

| Arbitro: | Theobald |

|                                       |           |           |
| Scholz 6’ Remark 36’, 87’ Gaudino 89’ | Marcatori | 77’ Holze |

| Arbitro: | Brehm |

|                                             |           |           |
| Remark 29’, 34’ (rig.), 55’, 73’ Kohler 89’ | Marcatori | 9’ Gerber |

| Arbitro: | Hontheim |

|  |           |            |
|  | Marcatori | 70’ Kohler |

| Arbitro: | Assenmacher |

|  |           |                           |
|  | Marcatori | 20’ Rummenigge 27’ Hoeneß |

## Statistiche

### Statistiche di squadra
| Competizione      | Punti | In casa | In casa | In casa | In casa | In casa | In casa | In trasferta | In trasferta | In trasferta | In trasferta | In trasferta | In trasferta | Totale | Totale | Totale | Totale | Totale | Totale | DR |
| Competizione      | Punti | G       | V       | N       | P       | Gf      | Gs      | G            | V            | N            | P            | Gf           | Gs           | G      | V      | N      | P      | Gf     | Gs     | DR |
| ----------------- | ----- | ------- | ------- | ------- | ------- | ------- | ------- | ------------ | ------------ | ------------ | ------------ | ------------ | ------------ | ------ | ------ | ------ | ------ | ------ | ------ | -- |
| Bundesliga        | 33    | 17      | 9       | 5       | 3       | 29      | 16      | 17           | 2            | 6            | 9            | 12           | 28           | 34     | 11     | 11     | 12     | 41     | 44     | -3 |
| Coppa di Germania | -     | 3       | 2       | 0       | 1       | 9       | 4       | 2            | 2            | 0            | 0            | 4            | 0            | 5      | 4      | 0      | 1      | 13     | 4      | +9 |
| Totale            | 33    | 20      | 11      | 5       | 4       | 38      | 20      | 19           | 4            | 6            | 9            | 16           | 28           | 39     | 15     | 11     | 13     | 54     | 48     | +6 |

### Andamento in campionato
| Giornata  | 1  | 2  | 3 | 4 | 5 | 6 | 7 | 8 | 9 | 10 | 11 | 12 | 13 | 14 | 15 | 16 | 17 | 18 | 19 | 20 | 21 | 22 | 23 | 24 | 25 | 26 | 27 | 28 | 29 | 30 | 31 | 32 | 33 | 34 |
| --------- | -- | -- | - | - | - | - | - | - | - | -- | -- | -- | -- | -- | -- | -- | -- | -- | -- | -- | -- | -- | -- | -- | -- | -- | -- | -- | -- | -- | -- | -- | -- | -- |
| Luogo     | T  | C  | C | T | C | T | C | T | C | T  | C  | T  | C  | T  | C  | T  | C  | C  | T  | T  | C  | T  | C  | T  | C  | T  | C  | T  | C  | T  | C  | T  | C  | T  |
| Risultato | P  | V  | V | N | N | N | V | N | V | P  | V  | P  | V  | P  | P  | V  | P  | V  | P  | V  | N  | N  | N  | P  | N  | N  | P  | P  | V  | N  | V  | P  | N  | P  |
| Posizione | 17 | 10 | 5 | 6 | 6 | 7 | 4 | 6 | 5 | 7  | 5  | 6  | 5  | 7  | 8  | 6  | 7  | 7  | 7  | 6  | 6  | 6  | 6  | 8  | 8  | 8  | 8  | 8  | 8  | 8  | 8  | 8  | 8  | 8  |

Legenda:

Luogo: C = Casa; T = Trasferta. Risultato: V = Vittoria; N = Pareggio; P = Sconfitta.

### Statistiche dei giocatori
| Giocatore      | Bundesliga | Bundesliga | Bundesliga  | Bundesliga | Coppa di Germania | Coppa di Germania | Coppa di Germania | Coppa di Germania | Totale   | Totale | Totale      | Totale     |
| Giocatore      | Presenze   | Reti       | Ammonizioni | Espulsioni | Presenze          | Reti              | Ammonizioni       | Espulsioni        | Presenze | Reti   | Ammonizioni | Espulsioni |
| -------------- | ---------- | ---------- | ----------- | ---------- | ----------------- | ----------------- | ----------------- | ----------------- | -------- | ------ | ----------- | ---------- |
| K. Bührer      | 30         | 3          | 3           | 0          | 5                 | 3                 | 1                 | 0                 | 35       | 6      | 4           | 0          |
| R. Dickgießer  | 30         | 0          | 5           | 1          | 3                 | 0                 | 2                 | 0                 | 33       | 0      | 7           | 1          |
| M. Gaudino     | 19         | 1          | 1           | 0          | 4                 | 1                 | 0                 | 0                 | 23       | 2      | 1           | 0          |
| W. Heck        | 11         | 0          | 2           | 0          | 2                 | 0                 | 0                 | 0                 | 13       | 0      | 2           | 0          |
| H. Hein        | 3          | 0          | 0           | 0          | 1                 | 0                 | 0                 | 0                 | 4        | 0      | 0           | 0          |
| B. Klotz       | 18         | 4          | 1           | 0          | 1                 | 0                 | 0                 | 0                 | 19       | 4      | 1           | 0          |
| S. Knapp       | 1          | 0          | 0           | 0          | 1                 | 0                 | 0                 | 0                 | 2        | 0      | 0           | 0          |
| J. Kohler      | 32         | 1          | 6           | 0          | 5                 | 2                 | 1                 | 0                 | 37       | 3      | 7           | 0          |
| U. Quaisser    | 26         | 0          | 4           | 0          | 5                 | 0                 | 0                 | 0                 | 31       | 0      | 4           | 0          |
| G. Quasten     | 0          | 0          | 0           | 0          | 2                 | 0                 | 0                 | 0                 | 2        | 0      | 0           | 0          |
| T. Remark      | 27         | 14         | 2           | 0          | 5                 | 6                 | 0                 | 0                 | 32       | 20     | 2           | 0          |
| H. Rombach     | 13         | 1          | 2           | 0          | 1                 | 0                 | 0                 | 0                 | 14       | 1      | 2           | 0          |
| V. Schlappner  | 0          | 0          | 0           | 0          | 0                 | 0                 | 0                 | 0                 | 0        | 0      | 0           | 0          |
| D. Schlindwein | 31         | 1          | 6           | 0          | 3                 | 0                 | 0                 | 0                 | 34       | 1      | 6           | 0          |
| R. Scholz      | 27         | 1          | 3           | 0          | 3                 | 1                 | 0                 | 0                 | 30       | 2      | 3           | 0          |
| A. Schön       | 31         | 2          | 4           | 0          | 4                 | 0                 | 0                 | 0                 | 35       | 2      | 4           | 0          |
| G. Sebert      | 33         | 2          | 6           | 0          | 5                 | 0                 | 0                 | 0                 | 38       | 2      | 6           | 0          |
| D. Tsionanīs   | 32         | 2          | 6           | 0          | 5                 | 0                 | 1                 | 0                 | 37       | 2      | 7           | 0          |
| J. Török       | 5          | 0          | 0           | 0          | 3                 | 0                 | 0                 | 0                 | 8        | 0      | 0           | 0          |
| F. Walter      | 31         | 9          | 3           | 0          | 3                 | 0                 | 0                 | 0                 | 34       | 9      | 3           | 0          |
| U. Wolf        | 0          | 0          | 0           | 0          | 0                 | 0                 | 0                 | 0                 | 0        | 0      | 0           | 0          |
| U. Zimmermann  | 34         | 0          | 2           | 0          | 3                 | 0                 | 0                 | 0                 | 37       | 0      | 2           | 0          |